# Хаванез (Сен-Санс)
Хаванез (фр. Havanaise) ми мажор, опус 83 ― произведение Камиля Сен-Санса для скрипки с оркестром, основанное на ритме хабанеры. 

## История и описание
«Хаванез» был написан в 1887 году и посвящён кубинскому скрипачу Рафаэлю Диасу Альбертини. Премьера композиции состоялась 7 января 1894 года в Париже (солировал Мартен Пьер Марсик).
Произведение состоит из одной части, примерная продолжительность которой ― 10 минут.

## В культуре
«Хаванез» является главной темой фильма «Девятые врата».